# Signal (tidsskrift)
 For alternative betydninger, se Signal (flertydig). (Se også artikler, som begynder med Signal)
Signal var et propaganda-tidsskrift, som blev udgivet af den tyske værnemagt, under anden verdenskrig, i perioden 1940 – 1945, hver 14. dag, på lokalsprog i adskillige besatte europæiske lande, men ikke i Tyskland.
En tysksproget udgave udkom i Schweiz.
Første dansksprogede udgave udkom 1. maj 1940.
Da tidsskriftet var på sit højdepunkt, i 1943, blev det udgivet i 2,5 million eksemplarer.
Tidsskriftet var smukt udført, og forbilledet for layoutet var det amerikanske magasin LIFE.